# Michele di Ridolfo del Ghirlandaio

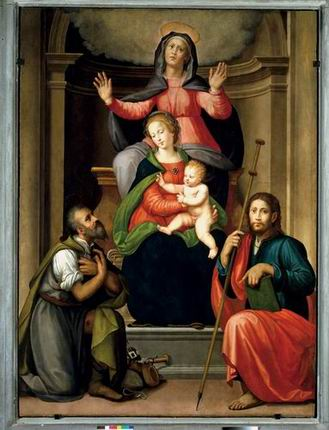
La Virgen con el Niño, santa Ana, san Roque y Santiago el Mayor, iglesia del Spirito Santo, Prato.

Michele Tosini, conocido como Michele di Ridolfo del Ghirlandaio (Florencia, 8 de mayo de 1503-Florencia, 28 de octubre de 1577), fue un pintor florentino activo en pleno auge del estilo manierista al que solo superficialmente se acercó.

## Biografía
Comenzó su aprendizaje con Lorenzo di Credi y Antonio del Ceraiolo, pero pronto ingresó en el estudio de Ridolfo Ghirlandaio, de quien con el tiempo tomó el nombre. De estilo muy cercano al de su maestro, fue reacio a la adopción de las innovaciones del manierismo, aunque hacia 1540 recibió las influencias clasicistas de Fra Bartolomeo y  de Andrea del Sarto, lo mismo que de Francesco Salviati y Agnolo Bronzino en una etapa posterior para la que fue decisivo su encuentro con Giorgio Vasari, al entrar a trabajar como su ayudante después de 1556 en la decoración del Salone dei Cinquecento del Palazzo Vecchio de Florencia.

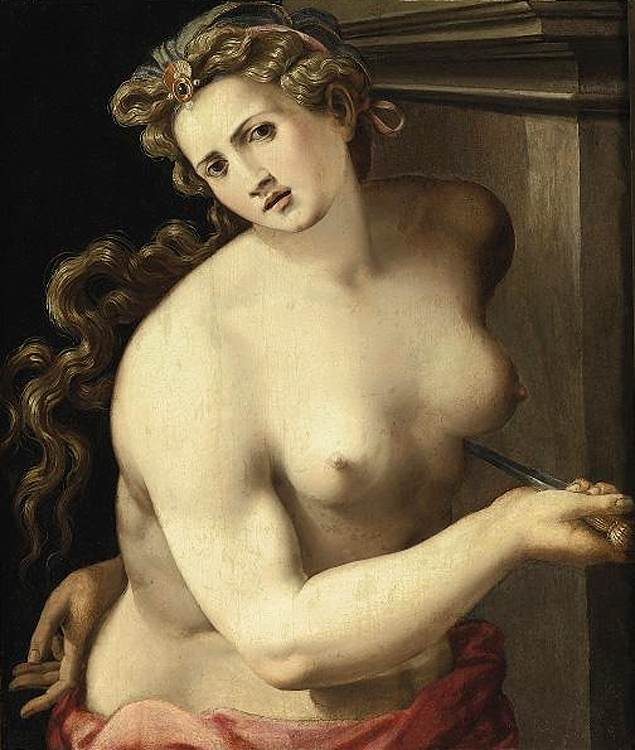
Lucrecia, óleo sobre tabla, 74 x 61 cm, colección privada.

Michele Tosini fue el encargado de mantener en activo el taller de los Ghirlandaio. Ya en vida de Ridolfo asumió la dirección del mismo e intentó modernizarlo y adaptarse a los nuevos tiempos, arrastrando incluso al viejo maestro que tras él se abrió a las influencias de Fra Bartolomeo, pero nunca dejó de ser el mejor representante de la facción más conservadora del gremio pictórico florentino.
Tardíamente entró en conctacto con el manierismo, como se evidencia en Leda y Lucrecia de la Galería Borghese de Roma; en Notte ('Noche') y Aurora en el Palacio Colonna o en la Sagrada Familia de hacia 1560 conservada en el Museo Bardini de Florencia. En estas obras conjuga la armonía de Miguel Ángel con los colores vivos usuales en la obra de Giorgio Vasari.
Tosini fue el maestro de artistas como Bernardino Poccetti y Girolamo Macchietti. 
Fue asimismo un importante retratista. Sus principales retratos son Ritratto di donna velata (Retrato de mujer velada, Uffizi, Florencia), La sposa (La esposa National Gallery, Washington) y el Ritratto virile (Retrato masculino) en la colección Antinori en la Villa Cigliano en San Casciano in Val di Pesa. Se le atribuye ahora un Supuesto retrato de Bianca Cappello del Palacio de Liria de Madrid, antaño creído original de Veronés. 

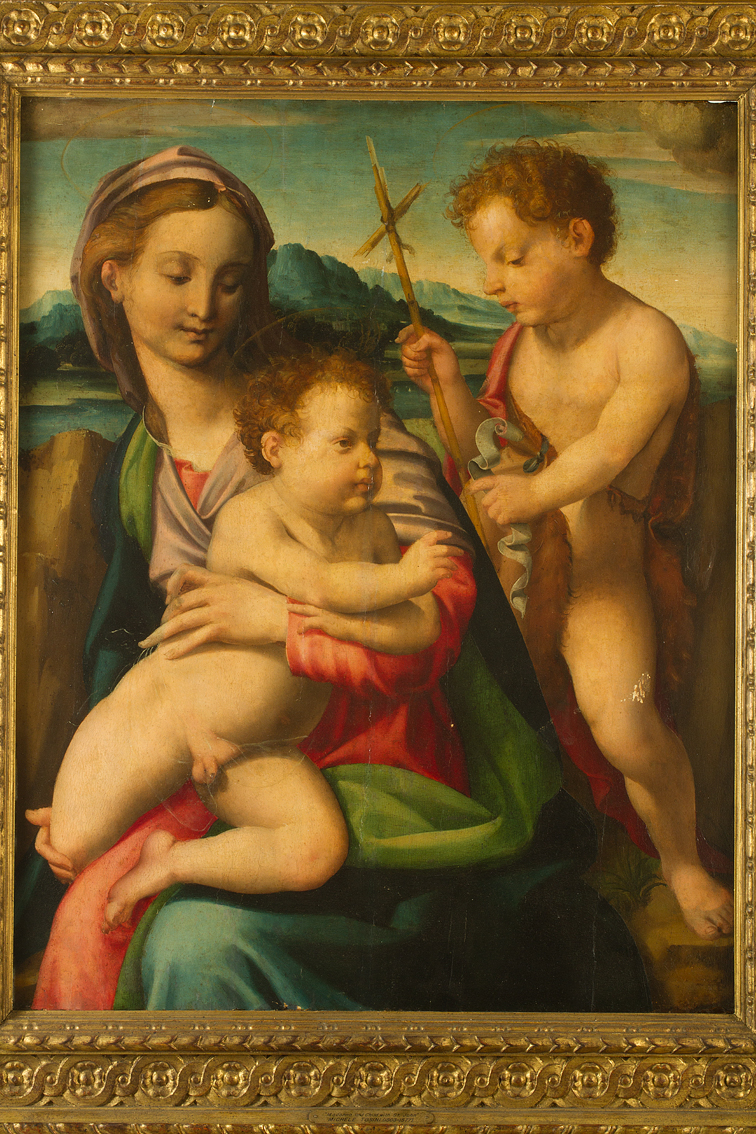
Michele di Ridolfo del Ghirlandaio.La Virgen y el niño con San Juan Bautista. c 1540. Temple y oro sobre tabla. Marco de madera tallada, con aplicación de hoja de oro. Colección Museo Soumaya.

Suya es también la decoración del altar de la capilla de la iglesia de Villa Caserotta, que completó en 1561.

## Obras destacadas
- Caridad (1570, National Gallery, Londres)
- María Magdalena (Samuel H. Kress Collection, Museum of Fine Arts, Houston)
- Retrato de muchacho (Palazzo Pitti, Florencia)
- Virgen con niño y San Juanito (Palazzo Pitti, Florencia)
- retrato de Bianca Cappello (Colección casa de Alba, Madrid)
- Bautismo de Cristo (Pinacoteca Nacional de Ferrara)
- Anunciación (Santa Trinità, Florencia)
- Francesco Sassetti y su hijo Teodoro (Metropolitan Museum, New York)
- Virgen con niño y santos (Santo Spirito, Prato)
- Lucrecia (Colección privada)
- San Juan Bautista (1570, Sant Louis Art Museum)
- Asunción de la Virgen (San Lorenzo, Florencia)